# Salvia candidissima
Salvia candidissima là một loài thực vật có hoa trong họ Hoa môi. Loài này được Vahl miêu tả khoa học đầu tiên năm 1804.